# Конституция Сан-Марино
Конституция Сан-Марино — основной закон Сан-Марино. Считается одной из самых старых письменных Конституций в мире. Фактически Конституция состоит из двух нормативных актов — Законодательного статута республики Сан-Марино (лат. Leges Statutae Republicae Sancti Marini) и Декларации прав граждан и основных принципов государственного устройства Сан-Марино.

## История
Законодательный статут республики Сан-Марино принят Большим генеральным советом 8 октября 1600 года. Статут кодифицировал основы установления республики. Оригинал документа был напечатан в Римини, а в 1634 г. перепечатан в Форли.
В результате проведённой конституционной реформы 26 марта 1906 года решением глав семейств в него были внесены изменения. В 1974 году Статуты были дополнены Декларацией прав граждан и основных принципов государственного устройства. Данный документ принят в качестве Закона. По своему статусу и содержанию может рассматриваться как Конституция Сан-Марино.

## Содержание
Законодательный статут состоит из 6 книг. Первая книга включает в себя 62 статьи. В них закреплены положения, которые регулируют деятельность советов, судов и иных учреждений исполнительной власти Сан-Марино. Остальные книги закрепляют нормы криминального и гражданского права. Также в них описаны юридические процедуры и судебные меры, предусмотренные за различные правонарушения.
Декларация включает в себя 16 статей. Документ закрепляет нормы, которые признают в Сан-Марино международное право (статья 1), устанавливающие государственный суверенитет страны (статья 2), закрепляющие принцип разделения властей (статья 3), провозглашающие принцип всеобщего равенства перед законом (статья 4), регулирующие права и свободы гражданина (статьи 5 и 6), связанные с соблюдением избирательного права (статья 7), предоставляющие гражданам право на объединение в партии и профсоюзы (статья 8), закрепляющие за ними право на труд (статья 9), регулирующие вопросы по охране семьи, материнства и детства (статья 12), регулирующие деятельность публичной администрации (статья 14), закрепляющие право на защиту (статья 15) и некоторые другие положения. Статья 16 устанавливает порядок пересмотра положений Декларации.